# 稲荷神社 (各務原市蘇原柿沢町)
稲荷神社（いなりじんじゃ）は、岐阜県各務原市蘇原柿沢町に鎮座する神社（稲荷神社）。通称は長者稲荷神社。

## 概要
慶長15年（1610年）、山城国伏見稲荷大社より勧請し創立。寛政3年（1791年）に社殿を造営する（岐阜県神社庁では明和4年（1767年）創建としている
）。
通称の長者稲荷神社は、このあたりに長者屋敷があったという伝承による。屋敷は蘇原月丘町、蘇原菊園町、蘇原旭町一帯の広さがある。長者屋敷は廃寺であったという説がある。

## 祭神
- 倉稲魂神
- 御鍬大神

## 境内社
- 秋葉神社
- 大神宮
- 馬頭観音